# Lardero
Lardero település Spanyolországban, La Rioja autonóm közösségben. Lardero Alberite, Albelda de Iregua, Logroño, Villamediana de Iregua, Entrena és Navarrete községekkel határos. Lakosainak száma 11 658 fő (2024).

## Népesség
A település népessége az elmúlt években az alábbi módon változott:
| Lakosok száma | 3210 | 5628 | 7378 | 7968 | 8750 | 9306 | 9872 | 10 500 | 11 094 | 11 658 |
|               | 2001 | 2004 | 2007 | 2009 | 2012 | 2014 | 2017 | 2019   | 2022   | 2024   |